# Saprinus havajirii
Saprinus havajirii är en skalbaggsart som beskrevs av Kapler 2000. Saprinus havajirii ingår i släktet Saprinus och familjen stumpbaggar. Inga underarter finns listade i Catalogue of Life.